# 喬溪村
喬溪村是浙江省湖州市吳興區埭溪鎮下辖的一个行政村，位於埭溪鎮的西部山區，坐落於老虎潭水庫景區，“老虎潭”位於天目山餘脈，莫干山北麓。屬亞熱帶季風氣候，四季分明，光照充足，雨量充沛，年平均氣溫12.2—16.1攝氏度，降雨量約1300毫米，日照時數約2100小時，無霜期224—240天。四周高山嶺峻，海拔750米，水果資源豐富。
喬溪村劃分為莫村、小溪二個片，區域面積1.8平方公裏，耕地面積275畝，林地面積21040畝。轄區有18個村民小組，擁有農戶555戶，總人口1882人，農村勞動力820人。
現因國家項目老虎潭水庫的建設，喬溪村原有居民除富家嶺自然村外，其餘搬遷至埭溪鎮老虎潭社區，水田及耕地全部被征用。剩餘勞動力820人，除少數人管理山林外，其餘勞動力急需轉移，現急需發展第二、三產業。

## 外部連結
- 吳興區埭溪鎮喬溪村[永久]